# تالاتویا
تالاتویا (به لاتین: Talatuoya) یک منطقهٔ مسکونی در سری‌لانکا است که در استان مرکزی (سری‌لانکا) واقع شده‌است.